# Красногорка (Крым)
Красного́рка (до 1945 года Кенеге́з, ранее Коп-Кенеге́з; укр. Красногірка, крымскотат. Köp Kenegez, Коп Кенегез) — село в Ленинском районе (Автономной) Республики Крым, центр Красногорского сельского поселения (Красногорского сельсовета).

## Население
| 2001 | 2014 |
| ---- | ---- |
| 998  | ↘827 |

Всеукраинская перепись 2001 года показала следующее распределение по носителям языка
| Язык             | Процент |
| ---------------- | ------- |
| русский          | 56.51   |
| крымскотатарский | 30.46   |
| украинский       | 9.72    |
| другие           | 0.9     |

### Динамика численности
| - 1805 год — 100 чел. - 1864 год — 38 чел. - 1886 год — 204 чел. - 1889 год — 239 чел. - 1892 год — 129 чел. - 1902 год — 293 чел. - 1904 год — 298 чел. - 1911 год — 328 чел. - 1915 год — 173/173 чел. | - 1919 год — 330 чел. - 1926 год — 426 чел. - 1939 год — 481 чел. - 1974 год — 1155 чел. - 1989 год — 1092 чел. - 2001 год — 998 чел. - 2009 год — 920 чел. - 2014 год — 827 чел. |

## Современное состояние
На 2017 год в Красногорке числится 8 улиц и территория автодорога Херсон—Джанкой—Феодосия—Керчь; на 2009 год, по данным сельсовета, село занимало площадь 5,9 тысяч гектаров на которой, в 353 дворах, проживало 920 человек. В селе действуют средняя общеобразовательная школа и детский сад «Колобок», сельский Дом культуры, библиотека, фельдшерско-акушерский пункт.

## География
Красногорка расположена в центральной части района и Керченского полуострова, на невысоком Парпачском хребте, в балке реки Семь Колодезей, высота центра села над уровнем моря 49 м. Находится примерно в 7 километрах (по шоссе) на юг от районного центра Ленино, там же ближайшая железнодорожная станция Семь колодезей (на линии Джанкой — Керчь). Транспортное сообщение осуществляется по региональной автодороге 35Н-342 Красногорка — Широкое (по украинской классификации — С-0-10835).

## История
Первое документальное упоминание села встречается в Камеральном Описании Крыма… 1784 года, судя по которому, в последний период Крымского ханства Кенекес входил в Арабатский кадылык Кефинского каймаканства. После присоединения Крыма к России (8) 19 апреля 1783 года, (8) 19 февраля 1784 года, именным указом Екатерины II сенату, на территории бывшего Крымского Ханства была образована Таврическая область и деревня была приписана к Левкопольскому, а после ликвидации в 1787 году Левкопольского — к Феодосийскому уезду Таврической области. Перед Русско-турецкой войной 1787—1791 годов производилось выселение крымских татар из прибрежных селений во внутренние районы полуострова, в ходе которого в Коп-Кенегес было переселено 11 человек. В конце войны, 14 августа 1791 года всем было разрешено вернуться на место прежнего жительства. После Павловских реформ, с 1796 по 1802 год, входила в Акмечетский уезд Новороссийской губернии. По новому административному делению, после создания 8 (20) октября 1802 года Таврической губернии, Коп-Кенегез был включён в состав Кадыкелечинской волости Феодосийского уезда.
По Ведомости о числе селений, названиях оных, в них дворов… состоящих в Феодосийском уезде от 14 октября 1805 года , в деревне Коп-Кенегез числился 21 двор и 100 жителей. На военно-топографической карте генерал-майора Мухина 1817 года деревня Кенегес обозначена с 13 дворами. После реформы волостного деления 1829 года Коп Кенегез, согласно «Ведомости о казённых волостях Таврической губернии 1829 года», переподчинили из Кадыкойской волости в Агерманскую. На карте 1836 года в деревне 12 дворов. Видимо, вследствие эмиграции крымских татар в Турцию, деревня опустела и на карте 1842 года Конегес (Коп Конегес) обозначен условным знаком «малая деревня», то есть, менее 5 дворов.
В 1860-х годах, после земской реформы Александра II, деревню приписали к Арма-Элинской волости. Согласно «Памятной книжке Таврической губернии за 1867 год», деревня Кенегез была покинута жителями в 1860—1864 годах, в результате эмиграции крымских татар, особенно массовой после Крымской войны 1853—1856 годов, в Турцию и заселена частью русскими из разных мест. По «Списку населённых мест Таврической губернии по сведениям 1864 года», составленному по результатам VIII ревизии 1864 года, Коп-Кенегез (или Полтарач) — владельческая деревня немецких колонистов с 12 дворами и 38 жителями при колодцах. По обследованиям профессора А. Н. Козловского начала 1860-х годов, в селении «все без исключения колодцы с весьма солёною водою, годною лишь для животных. Людьми же в пищу не употребляется». По данным энциклопедического словаря «Немцы России», немецкое лютеранско-католическое поселение было основано на 3962 десятинах земли в 1872 году. По другим сведениям, уже в 1870 году в Кенегезе была открыта начальная немецкая школа (со сроком обучения 7 лет). Преподавались Закон Божий, немецкий и русский языки, арифметика, география, чистописание, черчение, пение. В 1891 году в школе обучалось 19 мальчиков и 21 девочек. На трёхверстовой карте Шуберта 1865—1876 года в колонии Кепегек обозначено 23 двора.
4 июня 1871 года были высочайше утверждены Правила об устройстве поселян-собственников (бывших колонистов)…, согласно которым образовывалась немецкая Цюрихтальская волость и Кенегез включили в её состав. На 1886 год в немецкой колонии Кенегез, согласно справочнику «Волости и важнѣйшія селенія Европейской Россіи», проживало 204 человека в 31 домохозяйстве, действовали молитвенный дом, школа и лавка. По «Памятной книге Таврической губернии 1889 года», по результатам Х ревизии 1887 года, в деревне числилось 43 двора и 239 жителей.
После земской реформы 1890-х годов деревню вновь передали в состав Петровской волости. По «…Памятной книжке Таврической губернии на 1892 год» в Кенегезе, входившем в Кенегезское сельское общество, числилось 129 жителей в 23 домохозяйствах, а в безземельном Кенегезе, не входившем в сельское общество — 56 жителей, домохозяйств не имеющих. На верстовой карте Крыма 1896 года в селении обозначено 40 дворов с немецким населением. По «…Памятной книжке Таврической губернии на 1902 год» в деревне Кенегез, входившей в Кенегезское сельское общество, числилось 293 жителя в 42 домохозяйствах, в 1904 году 98 человек и в 1911—328. На 1914 год в селении действовало немецкое земское училище. По Статистическому справочнику Таврической губернии. Ч.II-я. Статистический очерк, выпуск пятый Феодосийский уезд, 1915 год, в деревне Кенегез Петровской волости Феодосийского уезда числилось 44 двора (все дворы с землёй) с немецким населением в количестве 173 человек приписных жителей и 173 «посторонних», из которых 175 мужчин и 171 женщина. Жители владели 3772 десятинами удобной земли. В хозяйствах имелось 311 лошадей, 238 волов, 197 коров и 514 голов овец, свиней, или коз. В 1918 году в селении было 330 жителей. Согласно списку 1915 года «…русских подданных из австрийских, венгерских или германских выходцев» землевладельцев, опубликованном в газете «Таврические губернские ведомости» в апреле 1915 года, в деревне Кенегез было несколько семей крымских немцев — крупных владельцев. Семья Аберле в составе Иоганна Фридриховича, Якова, Эмиля, Теодора Филипповичей владела равными долями по 65 десятин 1200 квадратных саженей и Генриха Петровича — 67 десятин. Семья Бенц в составе Христиана, Георга-Адама и Рейнгольда Фридриховичей — долями по 120 десятин 1800 кв. саж.; Андреас и Фридрих Матеусовичи имели по 33 дес. 1200 кв. саж. и Андреас Христианович, при д. Кенегез — 268 дес. Семья Гурлебаус: Генрих Яковлевич владел 279 десятинами, Тобиен Яковлевич — 262 дес. и Иоганнес Яковлевич — 229 дес. Семья Муршель: Христиан и Вильгельм Генриховичи — 279 и 262 десятины соответственно, Александр и Фридрих Фридриховичи и Гильдебер Томасович — по 94 дес. 1800 кв. саж. Матеус и Вениамин Людвиговичи Сигле имели по 114 дес. 1200 кв. саж. и Шмитгал Карл Карлович владел 95 десятинами земли.
После установления в Крыму Советской власти, по постановлению Крымревкома, 25 декабря 1920 года был образован Керченский (степной) уезд, а, постановлением ревкома № 206 «Об изменении административных границ» от 8 января 1921 года была упразднена волостная система и село вошло в состав Петровского района Керченского уезда, а в 1922 году уезды получили название округов. 11 октября 1923 года, согласно постановлению ВЦИК, в административное деление Крымской АССР были внесены изменения, в результате которых округа были отменены, Петровский район упразднили, влив в Керченский район. Согласно Списку населённых пунктов Крымской АССР по Всесоюзной переписи 17 декабря 1926 года, в селе Кенегез, центре Кенегезского сельсовета (в коем статусе село пребывает всю дальнейшую историю) Керченского района, числилось 95 дворов, из них 89 крестьянских, население составляло 426 человек (211 мужчин и 215 женщин). В национальном отношении учтено: 376 немцев, 12 русских, 6 украинцев, 16 армян, 2 еврея, 1 белорусс, 7 записаны в графе «прочие», действовала немецкая школа. Постановлением ВЦИК «О реорганизации сети районов Крымской АССР» от 30 октября 1930 года (по другим сведениям 15 сентября 1931 года) Керченский район упразднили и село включили в состав Ленинского. На километровой карте Генштаба Красной армии 1941 года в Кенегезе отмечено 62 двора. По данным всесоюзной переписи населения 1939 года в селе проживало 481 человек. Вскоре после начала Великой Отечественной войны, 18 августа 1941 года крымские немцы были выселены, сначала в Ставропольский край, а затем в Сибирь и северный Казахстан.

Во время Великой Отечественной войны в мае 1942 года в районе Кенегеза вели оборонительные бои воины 51-й армии Крымского фронта. Погибшие этих в боях 50 советских воинов 26-го Краснознаменного пограничного полка, 269-го авиационно-истребительного полка и других частей похоронены в братской могиле в селе. В 1967 году в центре села установлен памятный знак в честь 15 воинов — односельчан, погибших в годы Великой Отечественной войны. Постановлением Совета министров Республики Крым № 627 от 20 декабря 2016 года отнесённый к категории объектов культурно-исторического наследия России.

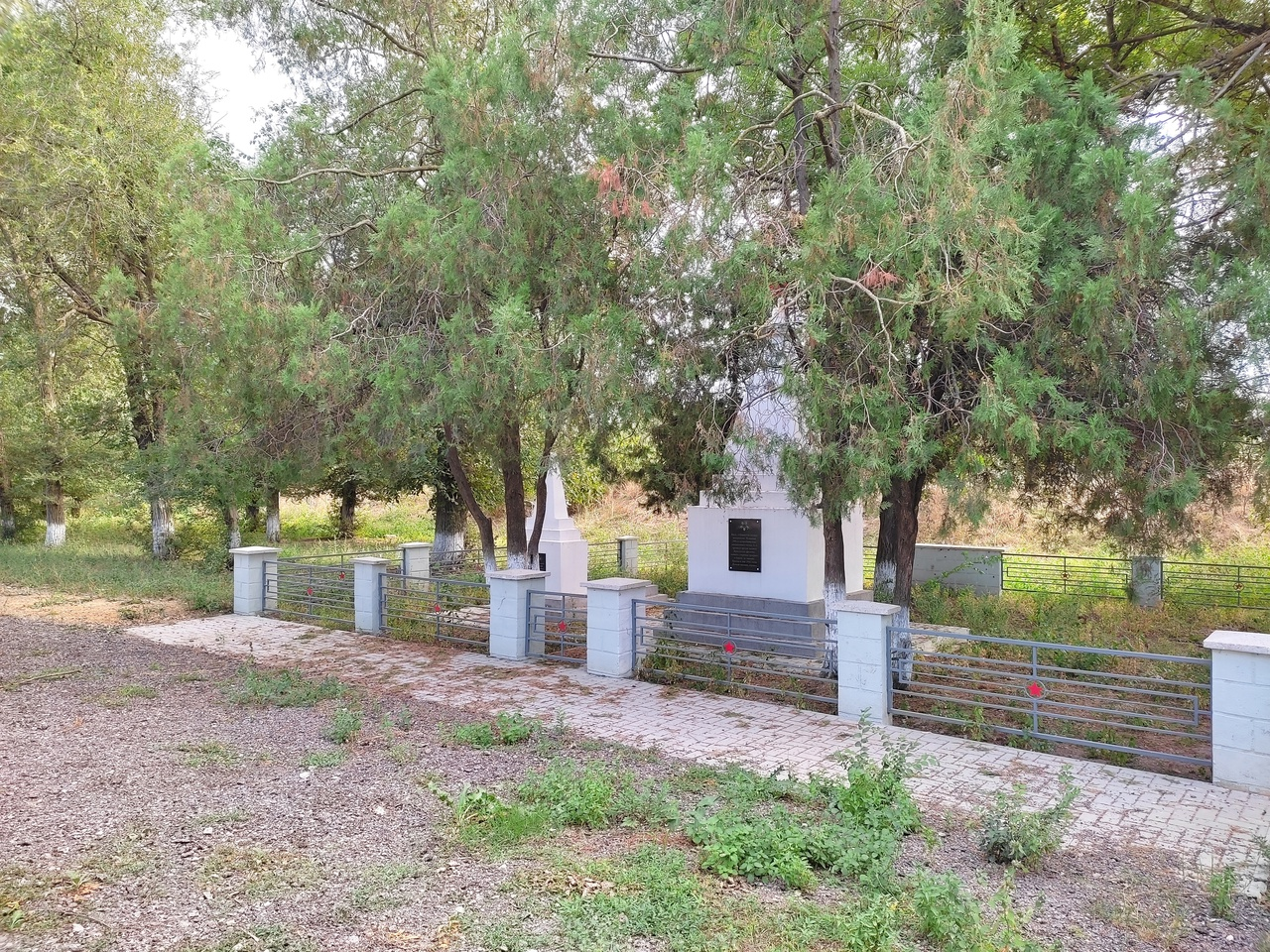
Братская могила советских воинов и могила старшего сержанта И. С. Литвинова.
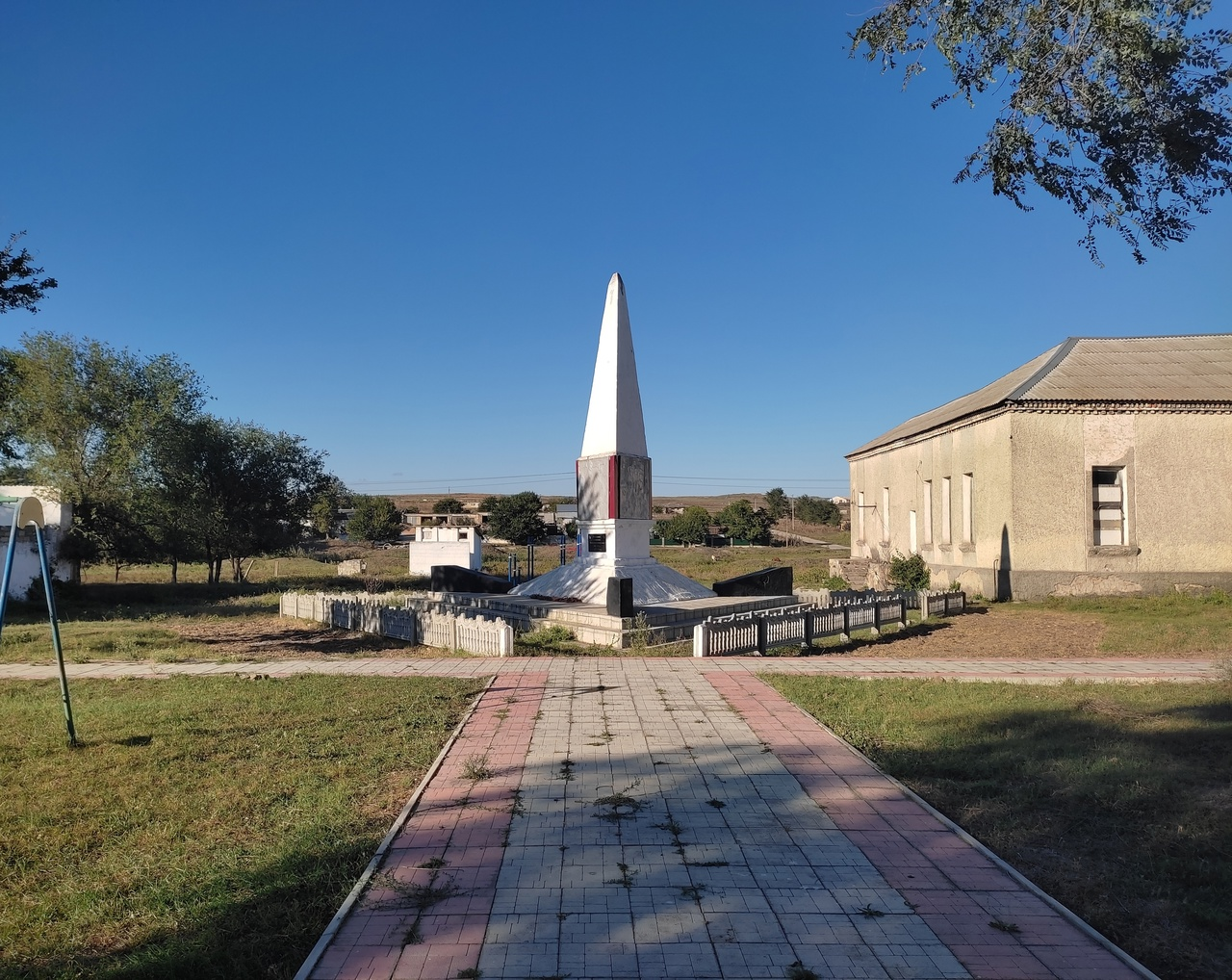
Памятник погибшим односельчанам.

После освобождения Крыма от фашистов, 12 августа 1944 года было принято постановление № ГОКО-6372с «О переселении колхозников в районы Крыма» и в сентябре того же года в район приехали первые новоселы 204 семьи из Тамбовской области, а в начале 1950-х годов последовала вторая волна переселенцев из различных областей Украины. Указом Президиума Верховного Совета РСФСР от 21 августа 1945 года Кенегез был переименован в Красногорку и Кенегезский сельсовет — в Красногорский. С 25 июня 1946 года Красногорка в составе Крымской области РСФСР, а 26 апреля 1954 года Крымская область была передана из состава РСФСР в состав УССР. По данным переписи 1989 года в селе проживало 1092 человека. С 12 февраля 1991 года село в восстановленной Крымской АССР, 26 февраля 1992 года переименованной в Автономную Республику Крым. С 21 марта 2014 года в составе Крыма аннексирована Россией.